# Lucianne Walkowicz
Lucianne Walkowicz   (Nova York, 1979) és una persona astrònoma, artista i activista estatunidenca. Ha treballat al Planetari Adler fins al 2022 i destaca per les seves contribucions a la investigació en l'activitat magnètica estel·lar i el seu impacte en la idoneïtat planetària per a la vida extraterrestre.

## Carrera professional
Des del 2008, Walkowicz presideix la col·laboració Transients and Variable Stars del Large Synoptic Survey Telescope (LSST) i va fundar i dirigeix el programa LSST Data Science Fellowship. Té renom internacional per la seva defensa per la conservació dels cels nocturns foscos i va rebre el títol de Kavli Fellow per l'Acadèmia Nacional de Ciències el 2011 i de Senior Fellow TED el 2012.
El 2017, van nominar Walkowicz cinquena Càtedra Baruch S. Blumberg NASA/Biblioteca del Congrés d'astrobiologia al Centre John W. Kluge de la Biblioteca del Congrés. Van començar el seu mandat l'1 d'octubre de 2017, treballant en un projecte titulat «Fear of a Green Planet: Inclusive Systems of Thought for Human Exploration of Mars» (lit. ‘Por a un planeta verd: sistemes de pensament inclusius per a l'exploració humana de Mart’). El seu projecte té com a objectiu crear un marc inclusiu per a l'exploració humana de Mart, que abasti tant la recerca d'avantguarda sobre Mart com a lloc d'importància astrobiològica essencial, alhora que teixeix lliçons de les diverses històries d'exploració a la Terra.
Walkowicz té una llicenciatura en física i astronomia per la Universitat Johns Hopkins, i un màster i doctorat en astronomia per la Universitat de Washington. Com a estudiant d'universitat a Johns Hopkins, va desenvolupar el gust per l'astronomia mentre provava detectors per a la nova càmera del telescopi espacial Hubble.
El 12 d'octubre de 2021, Walkowicz va renunciar a la seva posició al Comitè Assessor d'Astrofísica de la NASA per la resposta concisa de l'Agència a les preocupacions sobre la denominació del telescopi espacial James Webb.
Walkowicz va cofundar la JustSpace Alliance junt amb Erika Nesvold per «advocar per un futur més inclusiu i ètic a l'espai, i per aprofitar les visions del demà per a un món més just i equitatiu».

### Aparicions públiques
- Walkowicz va aparèixer a la sèrie MARS de National Geographic (2006).[15]
- Walkowicz va aparèixer al documental de Werner Herzog del 2016 Lo and Behold, Reveries of the Connected World.[16]
- Walkowicz va aparèixer al documental del 2022 de Discovery Channel Last Exit: Space, dirigit per Rudolph Herzog[17]

## Premis i honors
L'asteroide 205599 Walkowicz, descobert per Sloan Digital Sky Survey (SDSS) l'any 2001, va ser anomenat en el seu honor. El Minor Planet Center va publicar la citació oficial del nom el 17 de novembre de 2013 (M.P.C. 85914).

## Demanda de marques
L'abril de 2020, Walkowicz va presentar una demanda de marca registrada contra Mattel i una de les seves filials, American Girl. Walkowicz afirma que el fabricant de joguines va fer servir la seva imatge per a la nina astronauta Luciana Vega.

## Vida personal
Walkowicz és una persona de gènere no-binari i utilitza el pronom neutre they/them.
Walkowicz és artista del moviment que practica arts de circ aeri, com ara Aerial Silks i Lyra. El 2019, va estrenar una peça titulada «40 Orbits», als Scholastic Art and Writing Awards al Carnegie Hall.